# Actaeus
Genre
Espèce
Actaeus est un genre éteint d'arthropodes, dont le spécimen unique Actaeus armatus provient des schistes de Burgess datés du Cambrien moyen, il y a environ 505 Ma (millions d'années).

## Description
Il mesure 5 cm de long. Il possédait un bouclier céphalique doté d’un lobe oculaire sur le bord. Le corps était formé de 11 segments et se terminait par une plaque triangulaire allongée. La tête portait une paire d’appendices se terminant par un groupe de 4 épines. Deux très longs prolongements en forme de fouet s’attachaient sur le bord interne des derniers segments, et s’étiraient vers l’arrière.